# Talaxian
De Talaxian is een fictieve soort uit de serie Star Trek: Voyager. Een kenmerk van deze soort is hun gelige, gevlekte huid. Hun hoofd is aan de zijkant haarloos. Ook zijn ze ietwat kort van postuur.
Hun planeet Talax bevond zich in het Delta-kwadrant, maar is vernietigd. De overlevende Talaxian leven nu verdeeld over het Delta-kwadrant.
De Borg nam voor het eerst deze soort gevangen in de Dolminesector. Talaxian zijn erg gewild bij de Borg vanwege hun dichte spierstelsel, dat hen tot uitstekende Borgwerkers maakt. De Borg-aanduiding van de Talaxian is Soort 218.
De bekendste Talaxian is Neelix. Ook Brax, Wix Iban, Dexa en Oxilon zijn Talaxian.